# Piz Fess
Piz Fess är en bergstopp i Schweiz.   Den ligger i regionen Surselva och kantonen Graubünden, i den östra delen av landet, 140 km öster om huvudstaden Bern. Toppen på Piz Fess är 2 880 meter över havet, eller 504 meter över den omgivande terrängen. Bredden vid basen är 8,7 km.
Terrängen runt Piz Fess är huvudsakligen bergig. Närmaste större samhälle är Domat, 17,1 km nordost om Piz Fess. 
Trakten runt Piz Fess består i huvudsak av gräsmarker. Runt Piz Fess är det mycket glesbefolkat, med 4 invånare per kvadratkilometer.